# 배리 화이트
배리 화이트(Barry White, 1944년 9월 12일 ~ 2003년 7월 4일)는 미국인 가수, 작곡가이다. 그는 베이스 음역과 로맨틱한 사랑 노래로 유명하며 디스코의 융성을 이끌었다.

## 생애
화이트는 1944년 9월 12일 텍사스주 갤버스턴에서 배리 유진 카터를 낳아 로스앤젤레스 남부에서 자랐다. 화이트는 두 아이들 중 나이가 더 많았다. 그의 동생 대릴은 배리보다 13개월 어렸다. 그는 어머니의 클래식 음악 수집 품을 들으며 성장했고 레코드에서 들은 것을 흉내내며 처음으로 피아노에 들어갔다.

## 음반 목록
- I've Got So Much to Give (1973)
- Stone Gon' (1973)
- Can't Get Enough (1974)
- Just Another Way to Say I Love You (1975)
- Let the Music Play (1976)
- Is This Whatcha Wont? (1976)
- Barry White Sings for Someone You Love (1977)
- The Man (1978)
- I Love to Sing the Songs I Sing (1979)
- The Message Is Love (1979)
- Sheet Music (1980)
- Beware! (1981)
- Change (1982)
- Dedicated (1983)
- The Right Night & Barry White (1987)
- The Man Is Back! (1989)
- Put Me in Your Mix (1991)
- The Icon Is Love (1994)
- Staying Power (1999)